# Rey Valera
Rey Valera (sinh ngày 4 tháng 5 năm 1954 tại Meycauayan, Bulacan, Philippines) là một ca sĩ, nhạc sĩ, nhà soạn nhạc, quay phim và người dẫn truyền hình người Philippines. Anh đã viết và sản xuất các ca khúc được thu âm bởi các ca sĩ khác nhau, đáng chú ý nhất là Sharon Cuneta. Anh hiện là giám đốc của cuộc thi ca hát "Tawag ng Tanghalan" trong một show truyền hình vào buổi trưa của chương trình It's Showtime.